# 隆格湖畔圣格奥尔根
隆格湖畔圣格奥尔根是奥地利克恩顿州格兰河畔圣法伊特县的一个市镇。总面积69.8平方公里，总人口3643人，人口密度52.2人/平方公里（2005年）。